# Cumberland Lodge
Cumberland Lodge – była brytyjska rezydencja królewska, położona ok. 5 kilometrów od Zamku Windsor.
Budynek został wzniesiony w 1650 roku, w czasie rządów Olivera Cromwella. Podjął on decyzję o parcelacji tzw. Wielkiego Parku w Windsor, który służył wcześniej rezydującym w Zamku Windsor władcom jako miejsce polowań. Jedną z powstałych w wyniku parcelacji działek kupił kapitan John Byfield i wzniósł tam swoją siedzibą (pod nazwą Byfield House). Po restauracji monarchii król Karol II przejął działkę wraz z budynkiem, który przemianował na New Lodge i przeznaczył na rezydencję Strażnika Wielkiego Parku. Była to czysto honorowa funkcja, sprawowana przez dostojników z najbliższego otoczenia monarchy. Przez kolejne blisko 300 lat zamieszkiwały tam różne osoby związane z dworem. Do najważniejszych lokatorów gmachu należeli:
- 1. książę Marlborough wraz z małżonką
- Wilhelm, książę Cumberland, młodszy syn króla Jerzego II
- August Fryderyk, książę Sussex, syn króla Jerzego III
- księżniczka Helena, córka królowej Wiktorii

W 1936 roku w gmachu, wówczas noszącym już nazwę Cumberland Logde, toczyły się poufne negocjacje między premierem Stanleyem Baldwinem a osobistym sekretarzem króla Edwarda VIII. Ich efektem była abdykacja monarchy. W 1947 roku król Jerzy VI przekazał budynek Fundacji św. Katarzyny (obecnie noszącej dodatkowo imię króla i jego małżonki) - organizacji pozarządowej, która do dziś organizuje w nim warsztaty i seminaria, podczas których studenci uczelni mogą oddać się refleksji nad najważniejszymi problemami współczesnego świata, przyjmując za punkt wyjścia filozofię chrześcijańską. Fundacja nie udostępnia budynku zwiedzającym, jednak użycza go na spotkania i konferencje także innym renomowanym instytucjom, m.in. izbom adwokackim i Narodowej Służbie Zdrowia (odpowiednik polskiego NFZ).